# Людики

Неофіційний прапор карелів-людіків

Лю́дики, каре́ли-лю́дики (lyydilaizet) — один із трьох великих субетносів (крім власне карелів) у складі карельського етносу. Як і субетнос ліввіків (liygilaizet), дещо відрізняється культурою та мовою від власне карелів. Людики переважно мешкають у Прионезькій Карелії, на північному та східному узбережжях Онезького озера.

## Історія та походження
Етногенез людиків, як і карелів узагалі, досі є маловивченим. Вважається, що цей субетнос сформувався в процесі міжетнічного контакту середньовічної корели з вессю, а також асимілював у процесі етногенезу в Середні вікиавтохтонних саамів, що й спричинило своєрідність культури та мови. Першу письмову згадку про людиків датовано першою половиною IX ст. Баварський географ під назвою племені ліуді або люди (liudi, тобто практично повторює самоназву латинською фонетикою). Незабаром людиків згадує Ахмед ібн Фадлан у своїй книзі про подорож на Волгу в 921–922 роках під назвою народу «лууд-аана». У давньоукраїнських середньовічних джерелах карели-людики часто згадувалися іменем людини, сприймаючись окремо від карелів (корели). Втім, значно раніше, при заснуванні Новгорода одну з його окраїн (кінців) було названо «Людин» або «Людинов», як за іменем племені нарови буо названо Наревський кінець (окраїну).
Територія людиків уходила до складу Карельського князівства, Обонезької п'ятини Новгородської землі. Разом із Новгородською землею людики увійшли за Івана III до складу Московського царства.

## Антропологічний тип
Карели відносяться до європеоїдної раси, її біломоро-балтійського типу, який характеризується мінімальною монголоїдною домішкою. Виняток становлять лаппі, що відносяться до лапоноїдної групи уральського типу.

## Мова
Існує гіпотеза, що лідіковский діалект карельської мови сформувався на основі середньовічної власне карельської мови, зі значним упливом вепсської. У діалекті є велика кількість запозичень із архаїчної вепсської мови. Даних про виникнення писемності у людиків немає, але в XIX столітті вона вже існувала на основі кирилиці, у 1930-х роках було введено писемність на основі латиниці.
У складі людиковського діалекту карельської мови вирізняють такі субдіалекти:
† — мертві діалекти й говірки
- кондопозький субдіалект
- пряжинський субдіалект
- михайлівський (кууярвський) субдіалект †